# Smash (servicio de transferencia de archivos)
Smash es un servicio de transferencia de archivos en línea, fundado en abril de 2017 por los hermanos Romaric y Rémi Gouedard-Comte en Lyon. La plataforma permite enviar archivos de gran tamaño sin necesidad de registro, ofreciendo una versión gratuita sin límite de tamaño de archivo y planes de pago con funcionalidades adicionales.

## Historia
Smash fue lanzado en 2017 como alternativa a servicios existentes como WeTransfer, eliminando restricciones en tamaño de archivo. En 2019, la empresa obtuvo una financiación de 1,5 millones de euros para expandirse internacionalmente. En 2020, impulsado por el aumento del teletrabajo debido a la pandemia de COVID-19, Smash amplió significativamente su base de usuarios.

## Características

### Transferencia de archivos
Smash permite enviar archivos sin límite de tamaño en la versión gratuita, permaneciendo disponibles durante 7 días. Los archivos mayores de 2 GB tienen menor prioridad en transferencia.

### Seguridad y privacidad
Para almacenar los archivos enviados a través de su servicio, Smash cuenta con servidores en diferentes partes de Europa (por ejemplo, en Francia), cumpliendo con el RGPD europeo.

### Personalización
Los planes de pago permiten personalizar interfaces, incluyendo logos, fondos y enlaces personalizados, especialmente para empresas.

### Aplicaciones
Disponible vía web y aplicaciones móviles para iOS, Android, y escritorio para macOS.

## Modelo de negocio
Smash opera bajo un modelo freemium con versiones gratuitas sin límite de tamaño y planes premium con características adicionales como mayor duración de archivos, personalización y prioridad en transferencia.

## Recepción
Smash ha recibido críticas positivas de medios como Xataka y Hipertextual por su facilidad de uso, velocidad de transferencia y ausencia de restricciones significativas en su versión gratuita.